# Mineria d'or

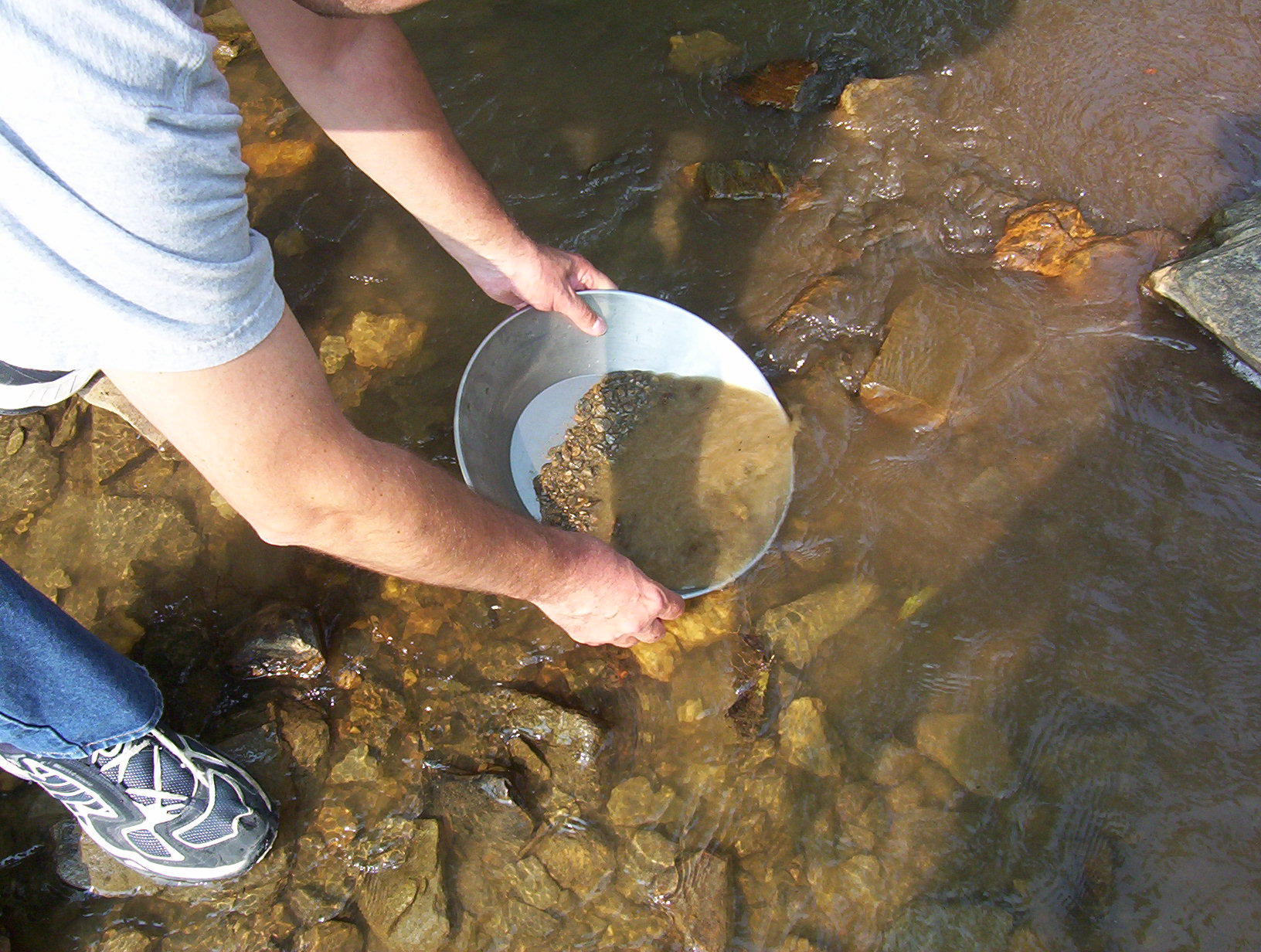
Panning de or a Bonanza Creek, Dawson, Yukon.

La mineria d'or consisteix a extreure or del sòl. Les tres companyies extractores més grans del món en mineria d'or són Barrick Gold, Goldcorp i Newmont Mining Corporation. Mentre que les grans corporacions produeixen la major quantitat d'or, desenes de milers de persones treballen de manera independent en operacions artesanals més petites, i en alguns casos il·legals. Entre ells hi ha els galamseys (nom dels treballadors independents a Ghana), en una quantitat que oscil·la entre 20.000 i 50.000 persones. Als països francòfons veïns se'ls anomena orpailleurs (el nom comú francès pels cercadors d'or per garbellament). L'alt risc d'aquestes empreses, i la manca de mesures de seguretat, es van observar en l'ensorrament d'una mina il·legal a Domper, a la regió d'Ashanti (Ghana) el 12 de novembre de 2009, en el pitjor desastre miner de la història de Ghana i que es saldà amb la mort de 18 treballadors, entre els quals 13 dones (moltes dones treballen a les mines com a carregadores). Hi ha diverses tècniques d'extracció.

## Tècniques d'extracció

### Panning
És la tècnica que consisteix a omplir amb sorra i graveta aurífera una ampla paella de poca profunditat. La paella se submergeix en aigua i s'agita, separant l'or de la graveta i altres materials. Atès que l'or és més dens que la roca, ràpidament s'assenta en el fons del paella, per decantació. El material a garbellar s'extreu de la llera de rierols aurífers, sovint de la vora, o en rius secs amb acumulacions de graves amb prou concentracions d'or.
El panning és la tècnica més senzilla per a la recerca d'or, però no és comercialment viable per extreure l'or dels grans dipòsits, llevat que els costos laborals siguin molt baixos. Sovint es comercialitza el procés com una atracció turística per recordar els temps de la febre de l'or.

### Detector de metalls
Amb un detector de metalls, una persona pot rastrejar la presència d'or a una profunditat de fins a un metre per sota de la superfície. El preu, la mobilitat i la senzillesa d'ús del dispositiu el fan un mètode de prospecció molt popular entre els excavadors afeccionats.

### Procés amb cianur
L'extracció d'or amb cianur es pot utilitzar en zones on es troben fines roques que contenen or. La solució de cianur de sodi es barreja amb roques fines, ja que ha estat comprovat que poden contenir or i/o plata, per aconseguir que se separin de les roques en forma de solució de cianur d'or i/o cianur d'argent. Se li afegeix zinc a la solució, el que precipita els residus de zinc i també metalls desitjats com l'or i la plata. S'elimina el zinc amb àcid sulfúric, deixant la plata i/o fangs d'or, que generalment es fonen en un lingot que després són enviats a una refineria de metalls per a la seva transformació final a metalls purs al 99.9999%. Medgold va ser una de les primeres empreses a utilitzar aquest mètode.
Avenços en els anys setanta han promogut l'ús del carbó en l'extracció d'or de la solució de filtració. L'or és absorbit per la matriu porosa del carboni. El carbó actiu té una superfície interna tan gran que amb quinze grams (mitjana unça) es podrien cobrir 18.000 m². L'or es pot separar del carboni mitjançant l'ús d'una solució forta de sosa càustica i cianur. Això es coneix com a elució. L'or s'adhereix a llana d'acer per mitjà d'electroobtenció. Unes resines d'or específiques també poden ser utilitzades en lloc de carbó actiu, o on calgui la separació selectiva d'or, de coure i d'altres metalls dissolts.
La tècnica de cianur és molt simple i senzilla d'aplicar i també és un mètode molt popular per al processament d'or i plata de baix grau. Com en la majoria dels processos químics industrials, hi ha riscos ambientals que es presenten amb aquest mètode d'extracció, a més de l'alta toxicitat del cianur en si. Així, l'any 2000 es va produir un desastre ambiental a Europa central i oriental, quan durant la nit del 30 de gener s'alliberaren aproximadament 100.000 m³ d'aigües residuals contaminades amb metalls pesants de fins a 120 tones de cianur al riu de Tisza provinents d'una presa en una instal·lació de reprocessament de mina d'or a Romania.